# 克雷·霍姆斯
克萊頓·沃爾特·霍姆斯（英語：Clayton Walter Holmes；1993年3月27日—），為美國職業棒球大聯盟的投手，目前效力於紐約大都會。他先前曾效力於海盜與洋基兩隊。

## 職業生涯

### 匹茲堡海盜
霍姆斯在2011年大聯盟選秀第9輪被匹茲堡海盜隊選中。此前他就讀於亚拉巴马州斯洛克伯高中。霍姆斯選擇簽約，合約並附帶1,200,000美元的激勵金，以交換他放棄大學棒球的選項。
霍姆斯在小聯盟體系逐步磨練，他在2014年曾接受TJ手術，因而錯過球季。
2016年季後，海盜隊將霍姆斯提升至大聯盟的球隊40人名單一員。直到2018年球季開始，他仍從小聯盟展開球季。4月1日對陣底特律的賽事，霍姆斯作為單日兩戰的第26人，而進入大聯盟名單，但並沒有在系列賽上場。4月6日，面對辛辛那提紅人隊的登板，才是霍姆斯的大聯盟處女秀。一週後再次回歸小聯盟。總計他在2019年留下50局投球，5.58防禦率，每九局奪三振率10.1次的表現。
2020年球季，霍姆斯僅出賽1場，投1+1⁄3局，無失分。7月28日他因為右前臂扭傷，進入傷兵名單，球季結束。12月2日，海盜隊不予換約。12月4日重新和海盜隊簽下小聯盟約。
2021年4月1日，列入海盜隊40人名單。該年他為海盜隊出賽44場，投42局，有4.93防禦率，44次奪三振。

### 紐約洋基
2021年7月26日，霍姆斯被交易至紐約洋基隊，海盜隊獲得內野手迪亞哥·卡斯提歐及朴孝俊。洋基隊的初登板，面對同區勁旅坦帕灣光芒隊，令對手三上三下。下半球季在洋基隊共計投28局，防禦率1.61，34次奪三振，每局被上壘率0.79。各方面來說，較海盜隊時期都有顯著的進步。
2022年5月，因阿羅魯迪斯·查普曼進入傷兵名單，霍姆斯擔任代班終結者。出於其優異的表現，獲選5月的美聯最佳救援。6月18日對多倫多藍鳥隊後援1+1⁄3局，是個人連續29場出賽無失分，打破由马里安诺·李维拉持有的原隊史紀錄（28場，1999年）。

## 外部連結
- 球員資訊和成績在MLB ，ESPN ，Retrosheet ，Baseball Reference ，Baseball Reference (Minors) ，Fangraphs ，The Baseball Cube （英文）